# Ramiz Abutalibov
 (août 2024).
Pour les articles homonymes, voir Abutalibov.
Ramiz Abutalibov (azéri : Ramiz Abutalıbov ; né le 27 octobre 1937 à Kirovabad et mort le 1er janvier 2022 à Moscou) est un diplomate azerbaïdjanais et soviétique, conseiller-diplomate de 1re classe, personnalité publique. Il est Chevalier de la Légion d'honneur, lauréat du prix national H.Z. Taghiyev (1994) et retraité présidentiel (depuis 2016).

## Biographie
Ramiz Abutalib oghlu Abutalibov est né le 27 octobre 1937 dans une famille intellectuelle. Après avoir obtenu son diplôme de l'Université d'État d'Azerbaïdjan (1960), il poursuit ses études à l'Académie paneuropéenne du commerce extérieur (1971) et des sciences sociales (1984) à Moscou.
De 1980 à 1984, il travaille comme chef du département des relations extérieures du Comité central du Parti communiste d'Azerbaïdjan et président de la commission des affaires étrangères du Soviet suprême de la RSS d'Azerbaïdjan. En 1971-1979, ainsi qu'en 1985-1992, R. Abutalibov est employé du Secrétariat des Nations Unies pour l'éducation, la science et la culture - UNESCO à Paris. 
En 1993-2004, il travaille comme ambassadeur pour des missions spéciales du Ministère des Affaires étrangères de la République d'Azerbaïdjan et secrétaire général de la Commission nationale d'Azerbaïdjan pour l'UNESCO.
Le rôle de Ramiz Abutalibov est particulier dans les recherches sur la vie et les activités des personnalités sociales et politiques azerbaïdjanaises en exil après la chute de la République démocratique d'Azerbaïdjan en 1920 et dans la recherche de documents d'archives à l'étranger. R. Abutalibov a déployé de grands efforts pour rassembler ces documents historiques inestimables et les apporter en Azerbaïdjan. Il travaille sur ces documents et les édite. Huit d'entre eux ont été imprimés à Moscou, trois à Bakou et un à Istanbul. Il est l'auteur et l'éditeur de quatre ouvrages sur le conflit du Haut-Karabakh publiés en France entre 1989 et 1992.
En 1989, il est l'un des fondateurs de l'association Maison d’Azerbaïdjan à Paris.
En 2016, le Centre des médias de Bakou réalise un film documentaire Mission éternelle avec la participation de R. Abutalibov sur les diplomates azerbaïdjanais partis à Paris en 1919 et publie un livre-album Tombes étrangères.
Ramiz Abutalibov était retraité du Président de la République d'Azerbaïdjan depuis octobre 2016.

## Œuvressélectionnées[C'est-à-dire?]
Ramiz Abutalibov, Guiorgui Mamulia Archives parisiennes d'Alimardan bey Topchubashi 1919-1940 - Moscou : maison d'édition Bədii ədəbiyyat, 2016 en 4 volumes

## Récompenses
- Lauréat du prix national H.Z.Taghiyev (Bakou, 1994)
- Ordre national de la Légion d'honneur (Paris, 1998)
- Médaille du jubilé "90e anniversaire des corps du service diplomatique de la République d'Azerbaïdjan (1919-2009)"
- Médaille Pouchkine (Moscou, 2010)[5]
- Médaille 100e anniversaire du FPA (Bakou, 2019)
- Prix de l'Union des cinéastes d'Azerbaïdjan pour ses services dans la couverture de l'histoire de la république dans le cinéma documentaire (Bakou, 2018)

## Filmographie
- L'Azerbaïdjanais parisien Ramiz Abutalibov (film, 2009).
- Au-delà de l'horizon (film, 2011)
- Mission éternelle (film, 2016)